# سرخیو بیکا
سرخیو بیکا (اسپانیایی: Sergio Bica‎؛ زادهٔ ۱۳ ژوئن ۱۹۸۳) بازیکن فوتبال اهل اروگوئه است.
از باشگاه‌هایی که در آن بازی کرده‌است می‌توان به ریور پلاته و ریور پلاته، اشاره کرد.